# 1-丁醇
1-丁醇，是醇类的一種，每個分子擁有四个碳原子，其分子式為C4H10O。1-丁醇也称作正丁醇或丁醇（可能有歧義），它有三種同分異構體，分别是异丁醇、仲丁醇和叔丁醇。

## 性质
正丁醇为有酒味的无色液体。20°C时，在水中的溶解度为7.7％（重量），水在正丁醇中的溶解度为20.1％（重量）。与乙醇和乙醚等其他多种有机溶剂混溶。其蒸气可与空气形成爆炸性混合物，爆炸极限1.45～11.25％（体积）。25℃时，表面张力为24.6×10-3N·m-1。

## 制备
正丁醇可以通过多种方法合成。
1、羰基合成：钴系或铑系催化剂存在下，丙烯与一氧化碳和氢气在加热和高压下进行反应得到正丁醛和异丁醛。产物经加氢后分馏，得到正丁醇。
{\displaystyle \ CH_{2}\!=\!CHCH_{3}+CO+H_{2}O\ {\xrightarrow[{pressure}]{140\!-\!150^{o}C,\ cat.}}\ }{\displaystyle \ CH_{3}CH_{2}CH_{2}CHO}

{\displaystyle \ CH_{3}CH_{2}CH_{2}CHO\ {\xrightarrow {H_{2}}}\ CH_{3}CH_{2}CH_{2}CH_{2}OH}
2、发酵法：以粮食、谷类、糖蜜或山芋干等作为原料，粉碎后加水制成发酵液，高压蒸汽灭菌、冷却，然后加入纯丙酮-丁醇菌种，在36～37°C的温度下进行发酵。发酵过程会产生乙醇、丁醇和丙酮等（一般比例为1:6:3），同时产生二氧化碳和氢气。发酵产物经精馏后，可以得到丁醇。
3、乙醛缩合法：两分子乙醛经羟醛反应产生丁醇醛，脱水后生成丁烯醛，再经加氢得正丁醇。
{\displaystyle \ 2CH_{3}CHO\rightarrow CH_{3}CH(OH)CH_{2}CHO\ {\xrightarrow {-H_{2}O}}}{\displaystyle \ CH_{3}CH\!=\!CHCHO\ {\xrightarrow {+H_{2}}}\ CH_{3}CH_{2}CH_{2}CH_{2}OH}

## 反應
正丁醇是一種一級醇，可以被重鉻酸鉀等氧化劑氧化，先得正丁醛，再氧化而製得丁酸。亦可跟其他羧酸在濃硫酸催化劑之下發生酯化反應，生成相應的酯類。例如丁醇跟乙酸反應，生成乙酸正丁酯：
{\displaystyle \ CH_{3}COOH+CH_{3}(CH_{2})_{3}OH\ \xrightarrow {H_{2}SO_{4}} }{\displaystyle \ CH_{3}COO(CH_{2})_{3}CH_{3}+H_{2}O}
正丁醇跟三鹵化磷（可以為氯、溴等）或鹵化氫反應，生成相應的鹵丁烷。

## 用途
正丁醇主要用作制造正丁酯类的原料，包括邻苯二甲酸酯、脂肪族二元酸酯和磷酸酯等，此类增塑剂广泛应用于橡胶和塑料制品之中。此外，正丁醇还是有机合成中制取丁醛、丁酸、丁胺和乳酸丁酯等物质的原料，也用作有机染料，醇酸树脂涂料添加剂，印刷油墨的溶剂，药物（如维生素、抗生素和激素）、油脂和香料的萃取剂以及脱蜡剂。